# Ammophila ferruginosa
Ammophila ferruginosa är en biart som beskrevs av Cresson 1865. Ammophila ferruginosa ingår i släktet Ammophila och familjen grävsteklar. Inga underarter finns listade i Catalogue of Life.